# Fletchertown
Fletchertown – wieś w Anglii, w Kumbrii. Leży 23 km na południowy zachód od miasta Carlisle i 418 km na północny zachód od Londynu.